# UEFA Men's Player of the Year Award

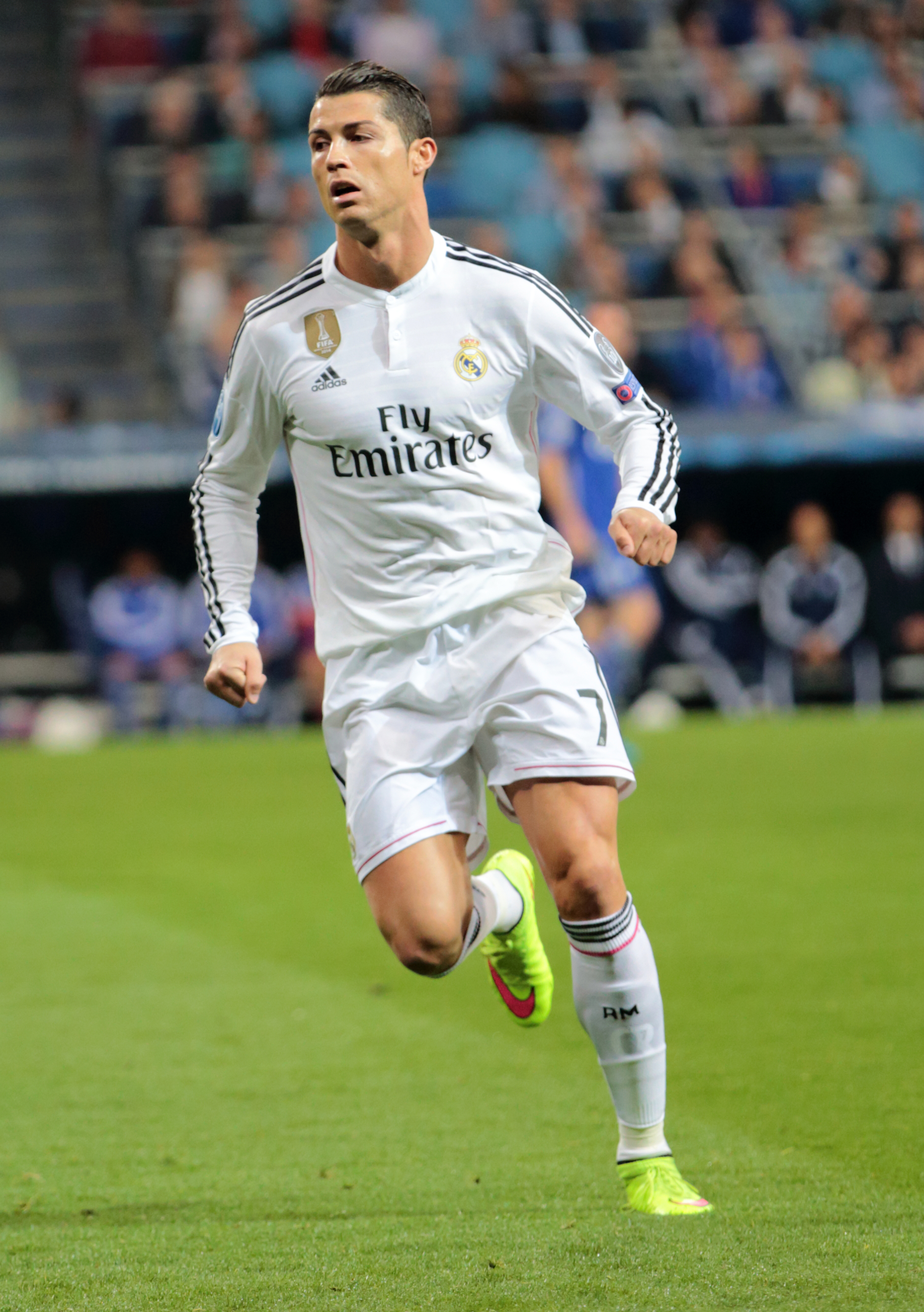
Cristiano Ronaldo, detentore del record di vittorie (3).

L'UEFA Men's Player of the Year Award (in precedenza noto come UEFA Best Player in Europe Award) è un premio calcistico assegnato al calciatore, militante in una squadra europea, che si sia distinto come il migliore dell'ultima stagione. Il riconoscimento, istituito nel 2011 dalla Union of European Football Associations (UEFA), si propone di portare in un nuovo formato la precedente idea europea del Pallone d'oro  fusosi con il FIFA World Player nel 2010.
La prima edizione del premio è stata vinta da Lionel Messi, nel 2011. Nel 2013 è stata istituita la versione femminile del premio; la prima giocatrice a ricevere il riconoscimento è stata Nadine Angerer.

## Criteri
Secondo l'UEFA, il premio «riconosce il miglior giocatore, a prescindere dalla sua nazionalità, che gioca per una squadra di calcio nel territorio di un membro della UEFA nel corso della stagione precedente». Le prestazioni dei giocatori riguardano tutte le competizioni, nazionali e internazionali.
Il sistema di voto è identico a quello del Pallone d'oro, ovvero le preferenze dei cinquantatré giornalisti sportivi che rappresentano ciascuna delle federazioni UEFA. Nel primo turno di votazione questi giornalisti forniscono un elenco (già classificati) dei propri tre migliori giocatori: il primo giocatore riceve cinque punti, il secondo tre punti e il terzo un punto. I tre giocatori con il maggior numero di punti complessivi vengono selezionati per la scelta finale. Il voto finale è dato tramite un sistema elettronico durante la cerimonia di presentazione.

## Albo d'oro
Vincitore
     Candidato

### 2010-2011
| Giocatore                   | Pos. | Primo round | Ultimo round | Squadra           |
| --------------------------- | ---- | ----------- | ------------ | ----------------- |
| Lionel Messi                | 1    | -           | 39           | Barcellona        |
| Xavi                        | 2    | -           | 11           | Barcellona        |
| Cristiano Ronaldo           | 3    | -           | 3            | Real Madrid       |
| Andrés Iniesta Wayne Rooney | 4    | 33          | -            | Barcellona        |
| Radamel Falcao              | 5    | 17          | -            | Porto             |
| Wayne Rooney                | 6    | 15          | -            | Manchester United |
| Nemanja Vidić               | 7    | 5           | -            | Manchester United |
| Zlatan Ibrahimović          | 8    | 4           | -            | Milan             |
| Gerard Piqué                | 8    | 4           | -            | Barcellona        |
| Manuel Neuer                | 10   | 3           | -            | Schalke 04        |

### 2011-2012
| Pos. | Giocatore         | Primo round | Ultimo round | Squadra         |
| ---- | ----------------- | ----------- | ------------ | --------------- |
| 1    | Andrés Iniesta    | -           | 19           | Barcellona      |
| 2    | Lionel Messi      | -           | 17           | Barcellona      |
| 2    | Cristiano Ronaldo | -           | 17           | Real Madrid     |
| 4    | Andrea Pirlo      | 90          | -            | Juventus        |
| 5    | Xavi              | 57          | -            | Barcellona      |
| 6    | Iker Casillas     | 53          | -            | Real Madrid     |
| 7    | Didier Drogba     | 31          | -            | Chelsea         |
| 8    | Petr Čech         | 14          | -            | Chelsea         |
| 8    | Radamel Falcao    | 14          | -            | Atlético Madrid |
| 10   | Mesut Özil        | 10          | -            | Real Madrid     |

### 2012-2013
| Pos. | Giocatore              | Primo round | Ultimo round | Squadra           |
| ---- | ---------------------- | ----------- | ------------ | ----------------- |
| 1    | Franck Ribéry          | –           | 36           | Bayern Monaco     |
| 2    | Lionel Messi           | –           | 14           | Barcellona        |
| 3    | Cristiano Ronaldo      | –           | 3            | Real Madrid       |
| 4    | Arjen Robben           | 57          | –            | Bayern Monaco     |
| 5    | Robert Lewandowski     | 39          | –            | Borussia Dortmund |
| 6    | Thomas Müller          | 38          | –            | Bayern Monaco     |
| 7    | Bastian Schweinsteiger | 32          | –            | Bayern Monaco     |
| 8    | Gareth Bale            | 24          | –            | Tottenham         |
| 9    | Zlatan Ibrahimović     | 14          | –            | Paris SG          |
| 10   | Robin van Persie       | 10          | –            | Manchester United |

### 2013-2014
| Pos. | Giocatore         | Primo round | Ultimo round | Squadra         |
| ---- | ----------------- | ----------- | ------------ | --------------- |
| 1    | Cristiano Ronaldo | –           | 24           | Real Madrid     |
| 2    | Manuel Neuer      | –           | 19           | Bayern Monaco   |
| 3    | Arjen Robben      | –           | 9            | Bayern Monaco   |
| 4    | Thomas Müller     | 39          | –            | Bayern Monaco   |
| 5    | Philipp Lahm      | 24          | –            | Bayern Monaco   |
| 5    | Lionel Messi      | 24          | –            | Barcellona      |
| 7    | James Rodríguez   | 16          | –            | Monaco          |
| 8    | Luis Suárez       | 13          | –            | Liverpool       |
| 9    | Ángel Di María    | 12          | –            | Real Madrid     |
| 10   | Diego Costa       | 8           | –            | Atlético Madrid |

### 2014-2015
| Pos. | Giocatore         | Primo round | Ultimo round | Squadra     |
| ---- | ----------------- | ----------- | ------------ | ----------- |
| 1    | Lionel Messi      | -           | 49           | Barcellona  |
| 2    | Luis Suárez       | -           | 3            | Barcellona  |
| 3    | Cristiano Ronaldo | -           | 2            | Real Madrid |
| 4    | Gianluigi Buffon  | 24          | –            | Juventus    |
| 5    | Neymar            | 23          | –            | Barcellona  |
| 6    | Eden Hazard       | 21          | –            | Chelsea     |
| 7    | Andrea Pirlo      | 12          | –            | Juventus    |
| 8    | Arturo Vidal      | 11          | –            | Juventus    |
| 9    | Carlos Tévez      | 8           | –            | Juventus    |
| 10   | Paul Pogba        | 5           | –            | Juventus    |

### 2015-2016
| Pos. | Giocatore         | Primo round | Ultimo round | Squadra         |
| ---- | ----------------- | ----------- | ------------ | --------------- |
| 1    | Cristiano Ronaldo | –           | 40           | Real Madrid     |
| 2    | Antoine Griezmann | –           | 8            | Atlético Madrid |
| 3    | Gareth Bale       | –           | 7            | Real Madrid     |
| 4    | Luis Suárez       | 29          | –            | Barcellona      |
| 5    | Lionel Messi      | 25          | –            | Barcellona      |
| 6    | Gianluigi Buffon  | 19          | –            | Juventus        |
| 7    | Pepe              | 9           | –            | Real Madrid     |
| 8    | Manuel Neuer      | 6           | –            | Bayern Monaco   |
| 9    | Toni Kroos        | 5           | –            | Real Madrid     |
| 10   | Thomas Müller     | 2           | –            | Bayern Monaco   |

### 2016-2017
| Pos. | Giocatore          | Primo round | Ultimo round | Squadra           |
| ---- | ------------------ | ----------- | ------------ | ----------------- |
| 1    | Cristiano Ronaldo  | -           | 482          | Real Madrid       |
| 2    | Lionel Messi       | -           | 141          | Barcellona        |
| 3    | Gianluigi Buffon   | -           | 109          | Juventus          |
| 4    | Luka Modrić        |             | –            | Real Madrid       |
| 5    | Toni Kroos         |             | –            | Real Madrid       |
| 6    | Paulo Dybala       |             | –            | Juventus          |
| 7    | Sergio Ramos       |             | –            | Real Madrid       |
| 8    | Kylian Mbappé      |             | –            | Monaco            |
| 9    | Robert Lewandowski |             | –            | Bayern Monaco     |
| 10   | Zlatan Ibrahimović |             | –            | Manchester United |

### 2017-2018
| Pos. | Giocatore         | Punti | Squadra             |
| ---- | ----------------- | ----- | ------------------- |
| 1    | Luka Modrić       | 313   | Real Madrid         |
| 2    | Cristiano Ronaldo | 223   | Real Madrid         |
| 3    | Mohamed Salah     | 134   | Liverpool           |
| 4    | Antoine Griezmann | 72    | Atlético Madrid     |
| 5    | Lionel Messi      | 55    | Barcellona          |
| 6    | Kylian Mbappé     | 43    | Paris Saint-Germain |
| 7    | Kevin De Bruyne   | 28    | Manchester City     |
| 8    | Raphaël Varane    | 23    | Real Madrid         |
| 9    | Eden Hazard       | 15    | Chelsea             |
| 10   | Sergio Ramos      | 12    | Real Madrid         |

### 2018-2019
| Pos. | Giocatore         | Punti | Squadra         |
| ---- | ----------------- | ----- | --------------- |
| 1    | Virgil van Dijk   | 305   | Liverpool       |
| 2    | Lionel Messi      | 207   | Barcellona      |
| 3    | Cristiano Ronaldo | 74    | Juventus        |
| 4    | Alisson Becker    | 57    | Liverpool       |
| 5    | Sadio Mané        | 51    | Liverpool       |
| 6    | Mohamed Salah     | 49    | Liverpool       |
| 7    | Eden Hazard       | 38    | Chelsea         |
| 8    | Frenkie de Jong   | 27    | Ajax            |
| 8    | Matthijs de Ligt  | 27    | Ajax            |
| 10   | Raheem Sterling   | 12    | Manchester City |

### 2019-2020
| Pos. | Giocatore          | Punti | Squadra             |
| ---- | ------------------ | ----- | ------------------- |
| 1    | Robert Lewandowski | 477   | Bayern Monaco       |
| 2    | Kevin De Bruyne    | 90    | Manchester City     |
| 3    | Manuel Neuer       | 66    | Bayern Monaco       |
| 4    | Lionel Messi       | 53    | Barcellona          |
| 4    | Neymar             | 53    | Paris Saint-Germain |
| 6    | Thomas Müller      | 41    | Bayern Monaco       |
| 7    | Kylian Mbappé      | 39    | Paris Saint-Germain |
| 8    | Thiago Alcántara   | 27    | Bayern Monaco       |
| 9    | Joshua Kimmich     | 26    | Bayern Monaco       |
| 10   | Cristiano Ronaldo  | 25    | Juventus            |

### 2020-2021
| Pos. | Giocatore            | Punti | Squadra             |
| ---- | -------------------- | ----- | ------------------- |
| 1    | Jorginho             | 175   | Chelsea             |
| 2    | Kevin De Bruyne      | 167   | Manchester City     |
| 3    | N'Golo Kanté         | 160   | Chelsea             |
| 4    | Lionel Messi         | 148   | Barcellona          |
| 5    | Robert Lewandowski   | 140   | Bayern Monaco       |
| 6    | Gianluigi Donnarumma | 49    | Milan               |
| 7    | Kylian Mbappé        | 31    | Paris Saint-Germain |
| 8    | Raheem Sterling      | 18    | Manchester City     |
| 9    | Cristiano Ronaldo    | 16    | Juventus            |
| 10   | Erling Haaland       | 15    | Borussia Dortmund   |

### 2021-2022
| Pos. | Giocatore              | Punti | Squadra               |
| ---- | ---------------------- | ----- | --------------------- |
| 1    | Karim Benzema          | 523   | Real Madrid           |
| 2    | Kevin De Bruyne        | 122   | Manchester City       |
| 3    | Thibaut Courtois       | 118   | Real Madrid           |
| 4    | Robert Lewandowski     | 54    | Bayern Monaco         |
| 5    | Luka Modrić            | 52    | Real Madrid           |
| 6    | Sadio Mané             | 51    | Liverpool             |
| 7    | Mohamed Salah          | 46    | Liverpool             |
| 8    | Kylian Mbappé          | 25    | Paris Saint-Germain   |
| 9    | Vinícius Júnior        | 21    | Real Madrid           |
| 10   | Virgil van Dijk        | 19    | Liverpool             |
| 11   | Bernardo Silva         | 7     | Manchester City       |
| 11   | Filip Kostić           | 7     | Eintracht Francoforte |
| 13   | Lorenzo Pellegrini     | 5     | Roma                  |
| 14   | Trent Alexander-Arnold | 2     | Liverpool             |
| 15   | Fabinho                | 1     | Liverpool             |

### 2022-2023
| Pos. | Giocatore           | Punti | Squadra             |
| ---- | ------------------- | ----- | ------------------- |
| 1    | Erling Haaland      | 352   | Manchester City     |
| 2    | Lionel Messi        | 227   | Paris Saint-Germain |
| 3    | Kevin De Bruyne     | 225   | Manchester City     |
| 4    | İlkay Gündoğan      | 129   | Manchester City     |
| 5    | Rodri               | 110   | Manchester City     |
| 6    | Kylian Mbappé       | 82    | Paris Saint-Germain |
| 7    | Luka Modrić         | 33    | Real Madrid         |
| 8    | Marcelo Brozović    | 20    | Inter               |
| 9    | Declan Rice         | 14    | West Ham            |
| 10   | Alexis Mac Allister | 12    | Brighton            |
| 11   | Jesús Navas         | 6     | Sevilla             |

## Statistiche

### Record di vittorie
Cristiano Ronaldo (2014, 2016, 2017) è l'unico giocatore ad averlo vinto per ben 3 volte, di cui due consecutive.

### Classifica podi
L'asterisco indica una posizione a pari merito con altri calciatori.
| Giocatore          | Vincitore | Secondo | Terzo | Totale |
| ------------------ | --------- | ------- | ----- | ------ |
| Cristiano Ronaldo  | 3         | 2*      | 4     | 9      |
| Lionel Messi       | 2         | 4*      | 0     | 6      |
| Andrés Iniesta     | 1         | 0       | 0     | 1      |
| Franck Ribéry      | 1         | 0       | 0     | 1      |
| Luka Modrić        | 1         | 0       | 0     | 1      |
| Virgil van Dijk    | 1         | 0       | 0     | 1      |
| Robert Lewandowski | 1         | 0       | 0     | 1      |
| Jorginho           | 1         | 0       | 0     | 1      |
| Karim Benzema      | 1         | 0       | 0     | 1      |
| Kevin De Bruyne    | 0         | 3       | 0     | 3      |
| Manuel Neuer       | 0         | 1       | 1     | 2      |
| Xavi               | 0         | 1       | 0     | 1      |
| Antoine Griezmann  | 0         | 1       | 0     | 1      |
| Luis Suárez        | 0         | 1       | 0     | 1      |
| Arjen Robben       | 0         | 0       | 1     | 1      |
| Gareth Bale        | 0         | 0       | 1     | 1      |
| Gianluigi Buffon   | 0         | 0       | 1     | 1      |
| Mohamed Salah      | 0         | 0       | 1     | 1      |
| N'Golo Kanté       | 0         | 0       | 1     | 1      |
| Thibaut Courtois   | 0         | 0       | 1     | 1      |

### Classifica presenze
| Giocatore          | Presenze |
| ------------------ | -------- |
| Lionel Messi       | 12       |
| Cristiano Ronaldo  | 11       |
| Robert Lewandowski | 5        |
| Kylian Mbappé      | 5        |
| Kevin De Bruyne    | 4        |
| Thomas Müller      | 4        |
| Manuel Neuer       | 4        |
| Gianluigi Buffon   | 3        |
| Eden Hazard        | 3        |
| Zlatan Ibrahimović | 3        |
| Luka Modrić        | 3        |
| Mohamed Salah      | 3        |
| Luis Suárez        | 3        |